# Tim Shell

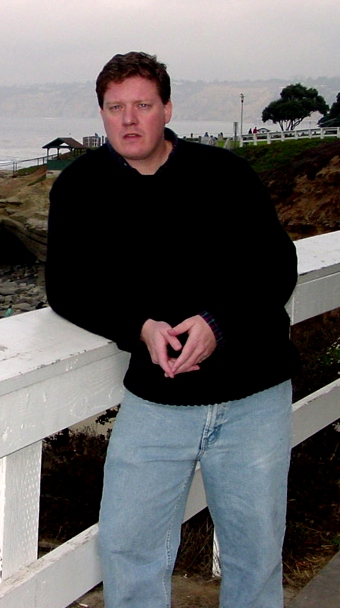
Tim Shell em 2005

Timothy Robert Shell (nascido em 5 de maio de 1968)  é um empresário americano da Internet e CEO da Bomis.  Shell está na empresa desde o seu início em 1996, fundada por ele e Jimmy Wales. 

## Outras atividades
Em Outubro de 2006 foi nomeado vice - presidente, embora ele tinha feito alguns editoriais novas contribuições para Wikipedia durante algum tempo. Em dezembro de 2006, ele pediu demissão do conselho de administração e foi substituído por Jan - Bart de Vreede. 